# Tarenna fuscoflava
Tarenna fuscoflava är en måreväxtart som först beskrevs av Karl Moritz Schumann, och fick sitt nu gällande namn av Spencer Le Marchant Moore. Tarenna fuscoflava ingår i släktet Tarenna och familjen måreväxter. Inga underarter finns listade i Catalogue of Life.